# Lac de la Roucarié
Le lac de la Roucarié  est un lac de barrage français du Massif central situé sur le Céret, dans le Ségala et le département du Tarn, en région Occitanie. Il est l'un des principaux réservoirs pour l'alimentation en eau potable du bassin carmausin avec le lac de Fonbonne.

## Géographie
Lac situé sur le Céret dans le Ségala Massif central sur les communes d'Almayrac, Trévien, Monestiés, Carmaux, et Sainte-Gemme.

## Histoire
Ce barrage voûte a été construit sous impulsion Ernest-Georges Goüin en 1945 et mis en service en 1948 pour répondre aux besoins en eau potable du bassin de Carmaux. Il fut rehaussé en 1962.

## Activités touristiques
- Pêche sportive ou de détente
- Randonnée
- Baignade
- Voile